# Börtingtjärnen (Sorsele socken, Lappland, 727060-155093)
Börtingtjärnen är en sjö i Sorsele kommun i Lappland och ingår i Umeälvens huvudavrinningsområde. Sjön har en area på 0,196 kvadratkilometer och ligger 607 meter över havet.

## Delavrinningsområde
Börtingtjärnen ingår i det delavrinningsområde (726809-154850) som SMHI kallar för Ovan VDRID = Närtabäcken i Juktåns vattendragsyta. Medelhöjden är 548 meter över havet och ytan är 22,2 kvadratkilometer. Räknas de 51 avrinningsområdena uppströms in blir den ackumulerade arean 946,81 kvadratkilometer. Juktån som avvattnar avrinningsområdet har biflödesordning 2, vilket innebär att vattnet flödar genom totalt 2 vattendrag innan det når havet efter 308 kilometer. Avrinningsområdet består mestadels av skog (89 procent). Avrinningsområdet har 0,91 kvadratkilometer vattenytor vilket ger det en sjöprocent på 4,1 procent.